# Sasaki Shogo
Sasaki Shogo (sinh ngày 25 tháng 7 năm 2000) là một cầu thủ bóng đá người Nhật Bản.

## Sự nghiệp câu lạc bộ
Sasaki Shogo hiện đang chơi cho Kashima Antlers.